# Honesto Pacana
Honesto Chaves Pacana (ur. 22 stycznia 1933 w Cagayan de Oro, zm. 1 lutego 2024 tamże) – filipiński duchowny rzymskokatolicki, w latach 1994-2010 biskup Malaybalay.

## Życiorys
Święcenia kapłańskie przyjął 10 czerwca 1965. 12 stycznia 1994 został prekonizowany biskupem Malaybalay. Sakrę biskupią otrzymał 24 marca 1994. 18 lutego 2010 przeszedł na emeryturę.